# Малагасійник
Малагасійник (Bernieria madagascariensis) — вид горобцеподібних птахів родини Bernieridae. Його раніше відносили до родини бюльбюлевих (Pycnonotidae).

## Поширення
Ендемік Мадагаскару. Трапляється на значній території острова, відсутній лише на центральному плато, на півдні та південному заході країни. Його природним середовищем проживання є субтропічний або тропічний вологий гірський ліс.

## Опис
Тіло завдовжки 17-20 см, вага 20-39 г. Самці більші за самиць. Верхня частина тіла коричнева, нижня — жовта. Дзьоб довгий, чорного кольору.

## Спосіб життя
Мешкає у вологих та сухих лісах на висоті до 1300 м над рівнем моря. Трапляється поодинці або парами. Живиться комахами та іншими дрібними безхребетними, рідше ягодами. Сезон розмноження триває з вересня по лютий. Гніздо будує серед епіфітів. У гнізді 1-2 білих з чорними цятками яйця.